# Carl Espen
Carl Espen, född Carl Espen Thorbjørnsen 15 juli 1982 i Valestrandfossen, Osterøy kommun i Hordaland fylke, är en norsk sångare och låtskrivare som representerade Norge i Eurovision Song Contest 2014.  Han tävlade där med låten "Silent Storm" som slutade på en åttondeplats i finalen i Köpenhamn. Låten skrevs av hans kusin Josefin Winther.

## Diskografi
Singlar
- 2014 – "Silent Storm"
- 2014 – "Holding On"[3]

Video
- 2014 – Silent Storm (DVD, promo)

Samlingsalbum, div. artister
- 2014 – Eurovision Song Contest Copenhagen 2014: #JoinUs